# Missiehuis (Cadier en Keer)

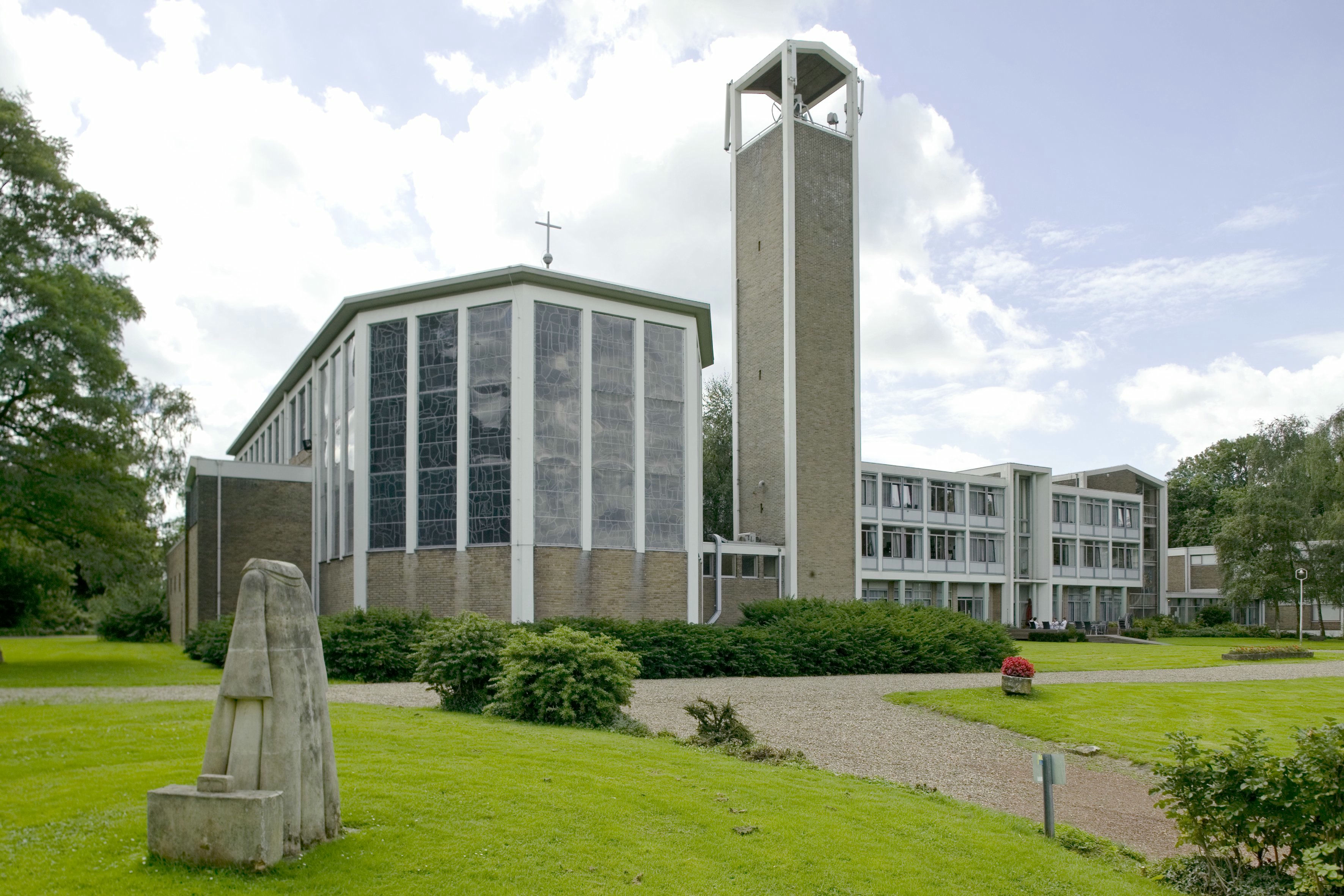
Kapel en klooster van het Missiehuis

Het Missiehuis Onze-Lieve-Vrouw van Lourdes is een voormalig klooster in de buurtschap Berg in de Zuid-Limburgse plaats Cadier en Keer, gelegen aan de Rijksweg nr. 15. Het complex bestaat uit diverse rijksmonumenten, waaronder de (ondergrondse) restanten van een Romeinse villa.

## Geschiedenis
Het klooster werd gesticht door de Sociëteit voor Afrikaanse Missiën in 1891. De paters waren afkomstig uit Lyon. Zij waren gedwongen Frankrijk te verlaten toen het regime er een anti-katholieke seculariseringspolitiek uitdokterde. Oorspronkelijk werd hier een missiecollege en een kleinseminarie gevestigd, maar later kwamen nog andere onderdelen naar Berg. Uiteindelijk werd het complex tot de hoofdvestiging van de Nederlandse congregatie.

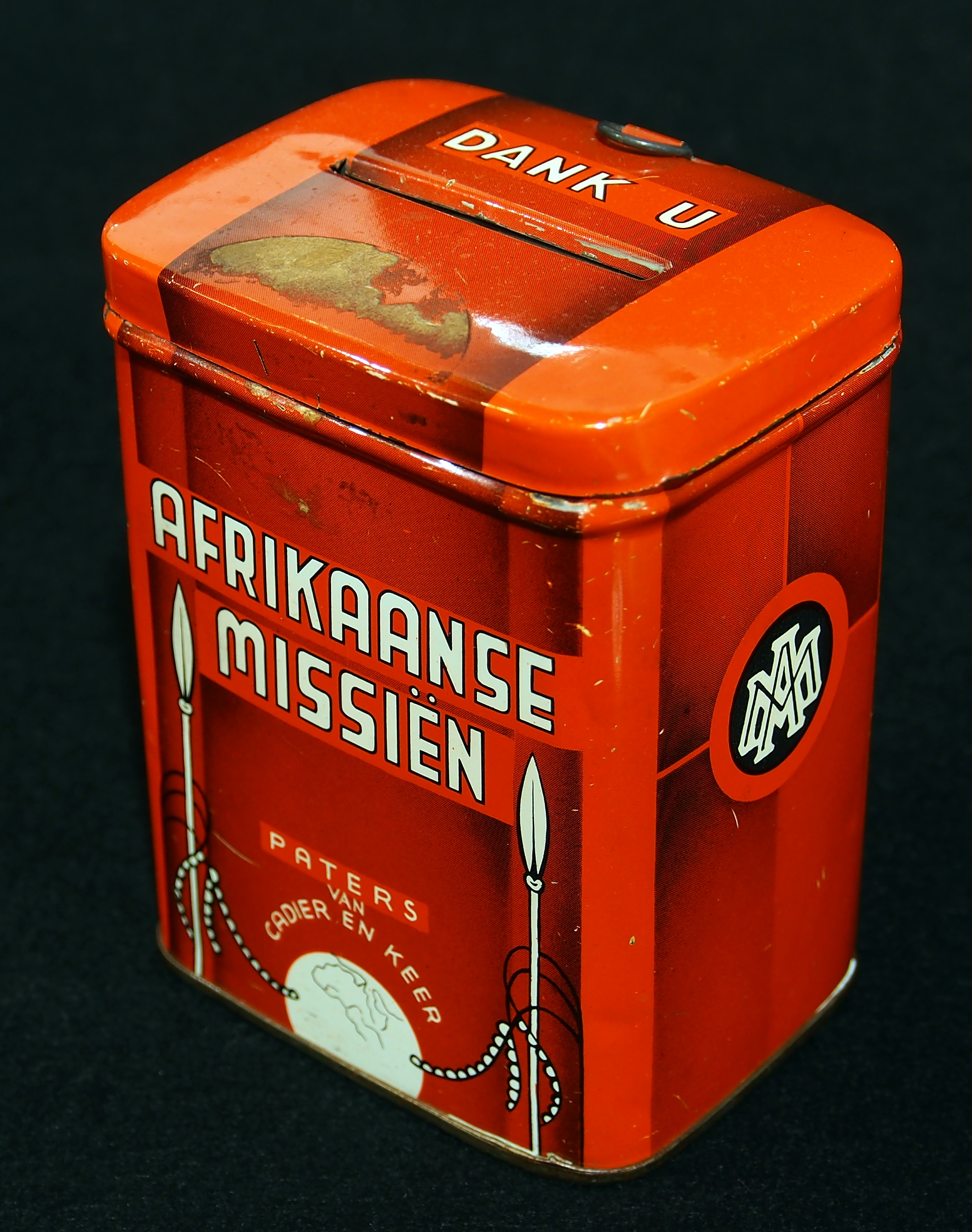
Collectebusje voor de Afrikaanse Missiën

In mei 1950 verhuisden de broeders van het klooster in Sint Antoniusbank naar het Missiehuis in Cadier en Keer.
In 1954 werd het Missiehuis grotendeels door brand verwoest. Na deze brand zijn nog een timmerwerkplaats, delen van een boerderij (omstreeks 1900), een zusterhuis (omstreeks 1900) en een leerlingenvleugel uit 1912, ontworpen door Ernest Pelgrims, waarin een glas-in-loodraam van 1948, dat de brand heeft doorstaan. Het zusterhuis werd bewoond door de Missiezusters van Onze-Lieve-Vrouw van de Apostelen die met de paters waren meeverhuisd.
In 1955 kwam een nieuw Missiehuis met kapel tot stand, ontworpen door Ir. F. Knibbeler. Dit werd gebouwd in moderne architectuur, overeenkomend met die van een op het terrein in aanbouw zijnde school. De kelder van het Missiehuis staat in verbinding met een oude mergelgroeve, de Bakkersboschgroeve, die als schuilplaats is gebruikt en ook nu nog als kelderruimte in gebruik is. De kapel bezit een klokkentoren. Het nieuwe complex is gebouwd in betonskeletbouw met bakstenen vullingen.
Een zorgcentrum, Keerderberg genaamd, werd in een nieuwe vleugel ondergebracht. Deze vleugel werd in 2017 geopend, terwijl in hetzelfde jaar ook de renovatie van het oude gedeelte, waar de paters gehuisvest zijn, werd afgesloten.
In april 2018 verkochten de paters het nieuwe Missiehuis, samen met de kapel, het park met de Lourdesgrot en de kruiswegstaties. Het missionarissenkerkhof bleef eigendom van de S.M.A.

## Afrikacentrum
In het Missiehuis was tot 2012 ook een Afrikamuseum gevestigd, Het Afrikacentrum. In dat jaar moesten de paters het gebouw afstoten vanwege de hoge kosten. Het oudere deel van de collectie werd verplaatst naar het Missiemuseum Steyl. De nieuwere delen van de collectie werden ondergebracht in het voormalige Ursulinenklooster te Eijsden onder de naam Afrika Anders. In 2018 verhuisde dit museum naar het voormalige Ursulinenklooster aan de Grote Gracht in Maastricht.

## Rijksmonumenten

Diverse onderdelen van het complex zijn geklasseerd als rijksmonument, en wel
- Romeinse villa Backerbosch
- Kruiswegtuin Cadier en Keer, van 1892.
- Lourdesgrot in de tuin, van 1892, opgetrokken uit mergelsteen.
- Kerkhofkapel, van 1910.
- Het nieuwe Missiehuis van 1955.

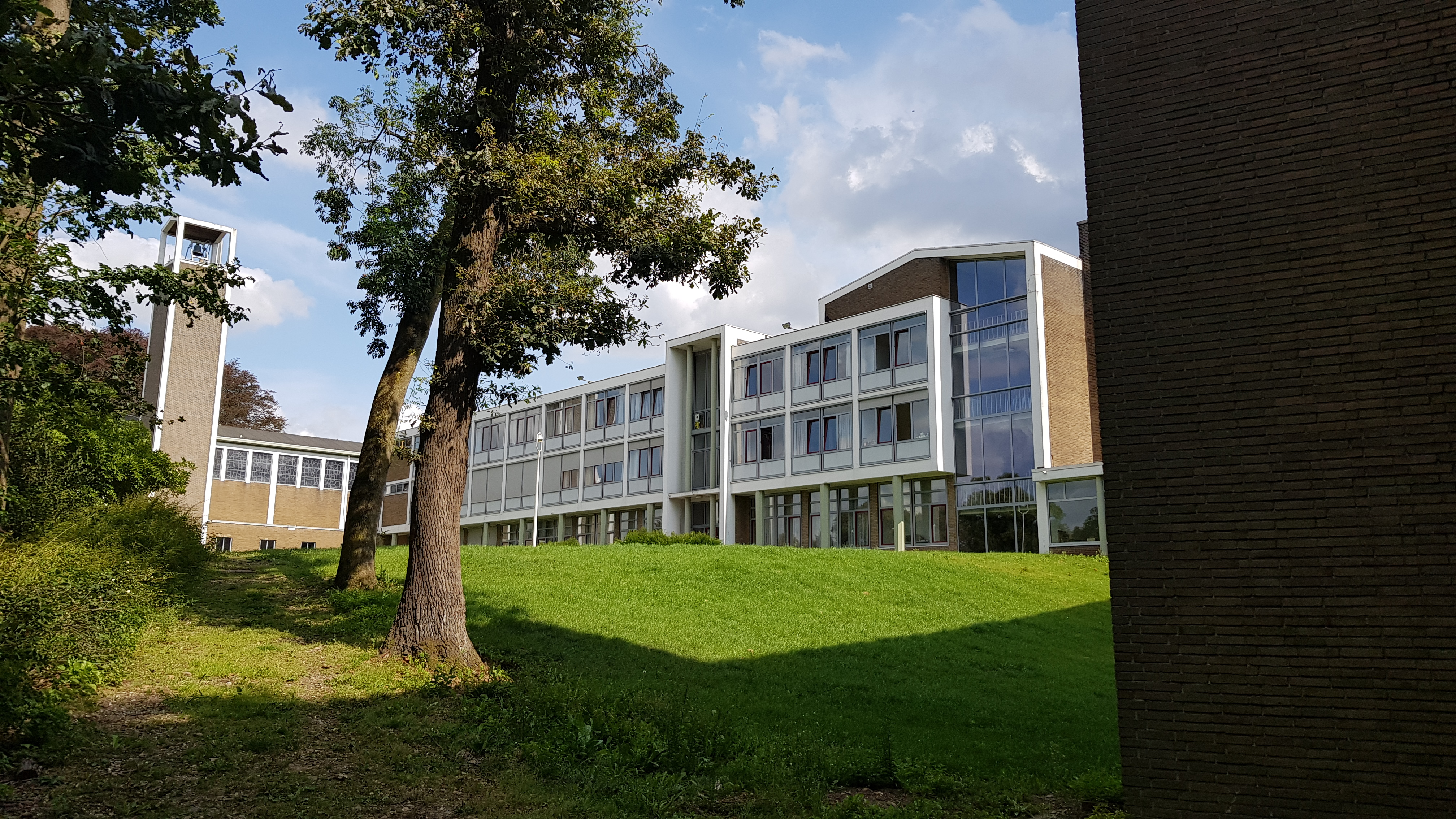
Nieuwe kloostervleugel
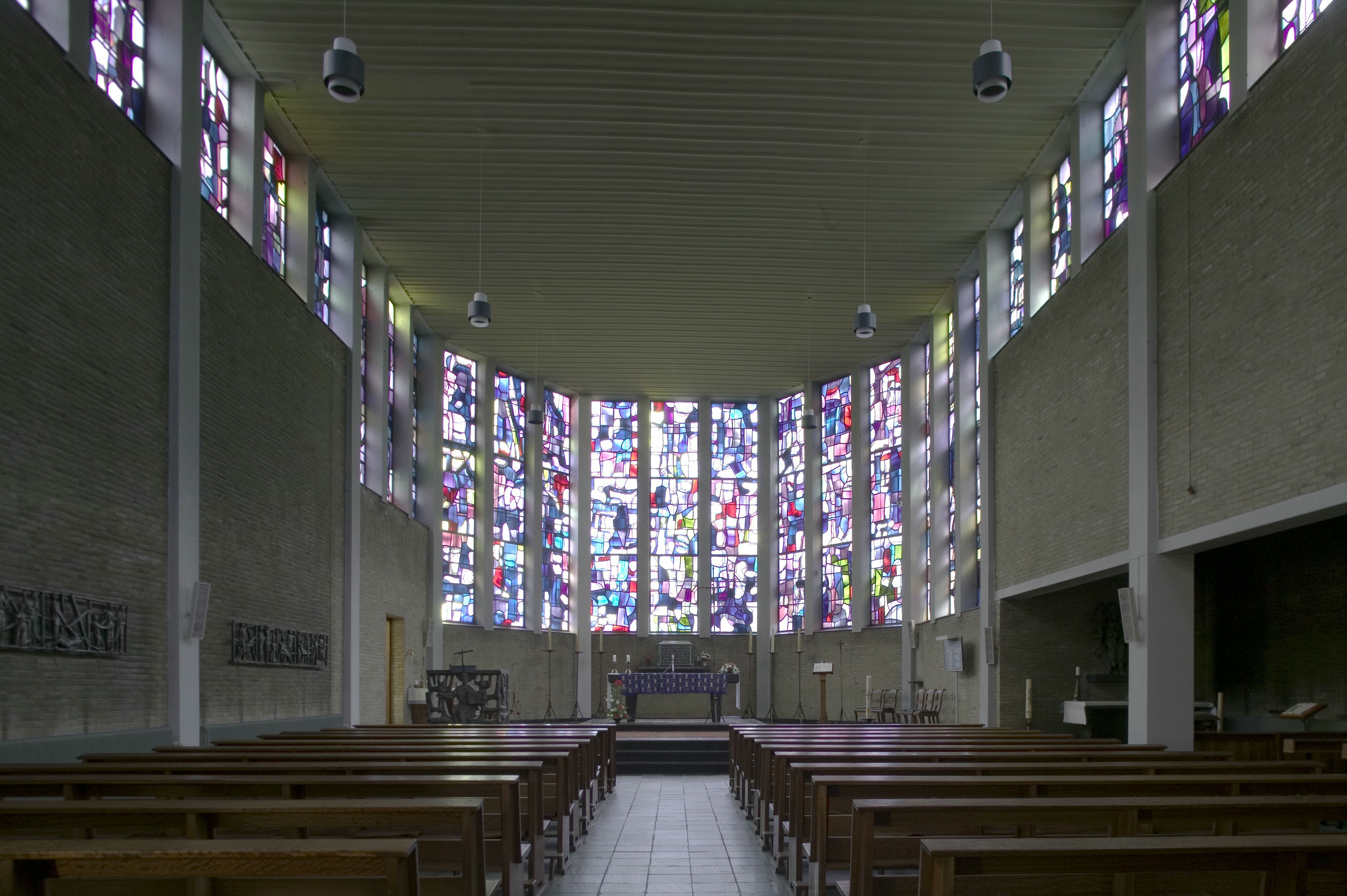
Kerkinterieur
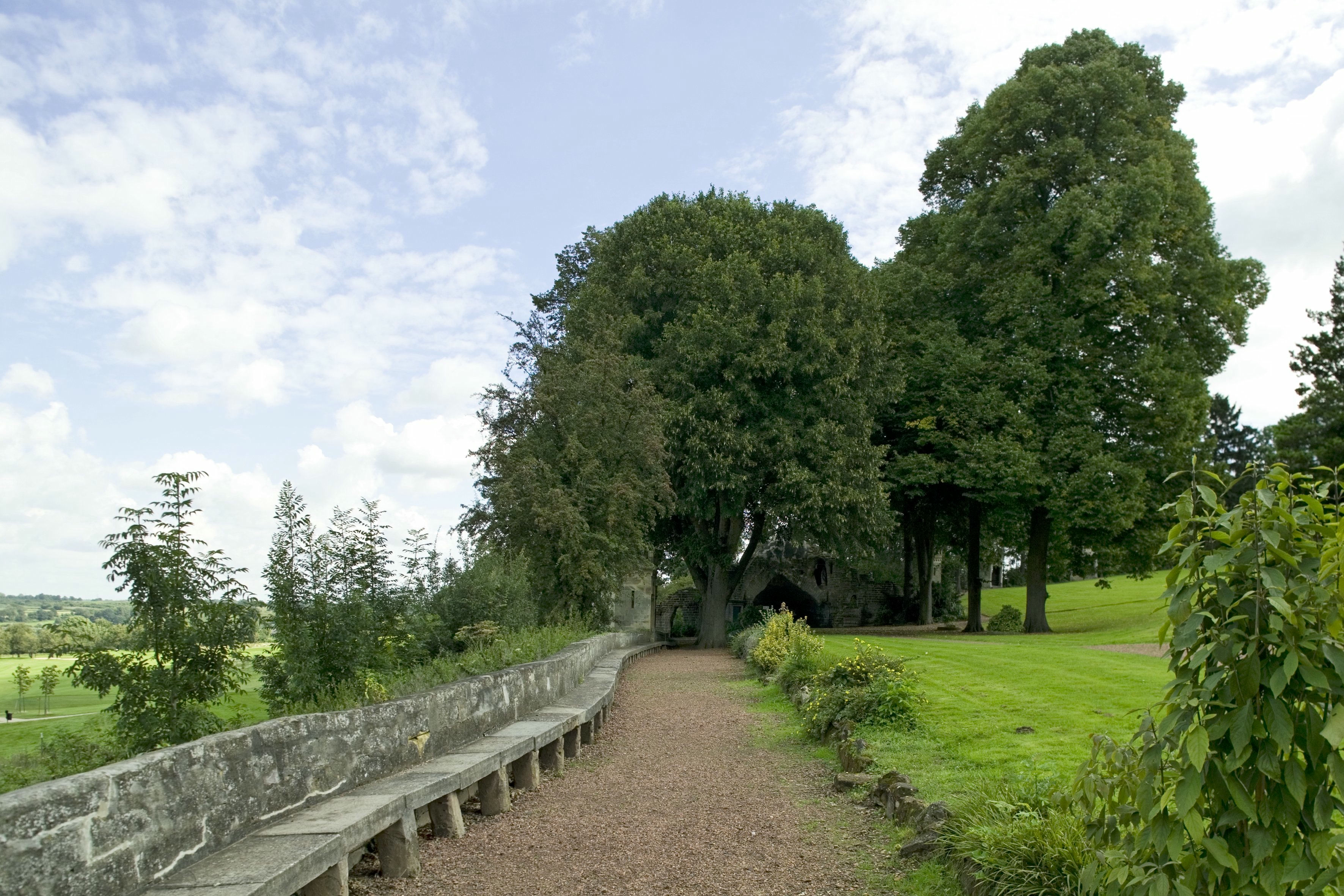
Kloostertuin
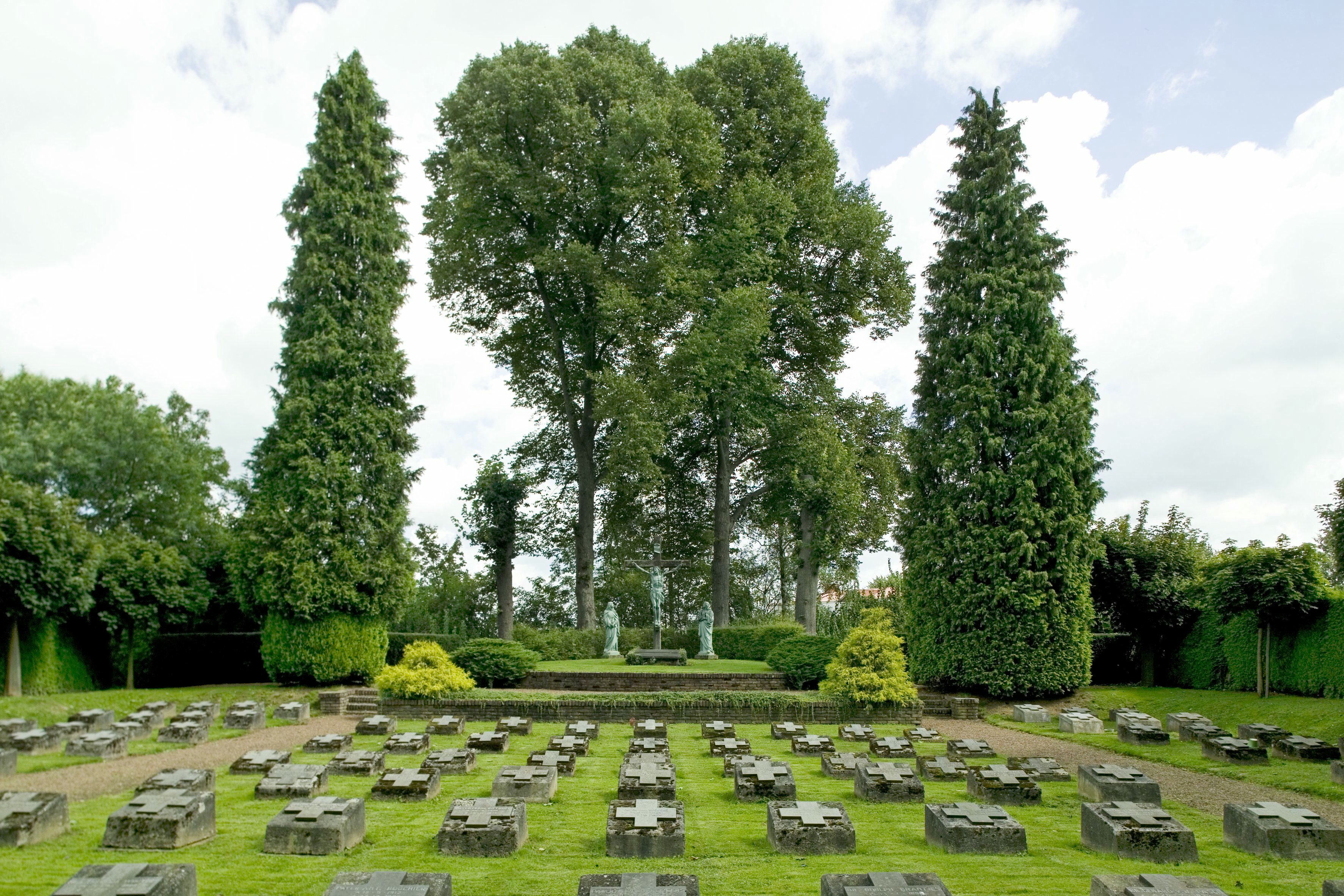
Begraafplaats
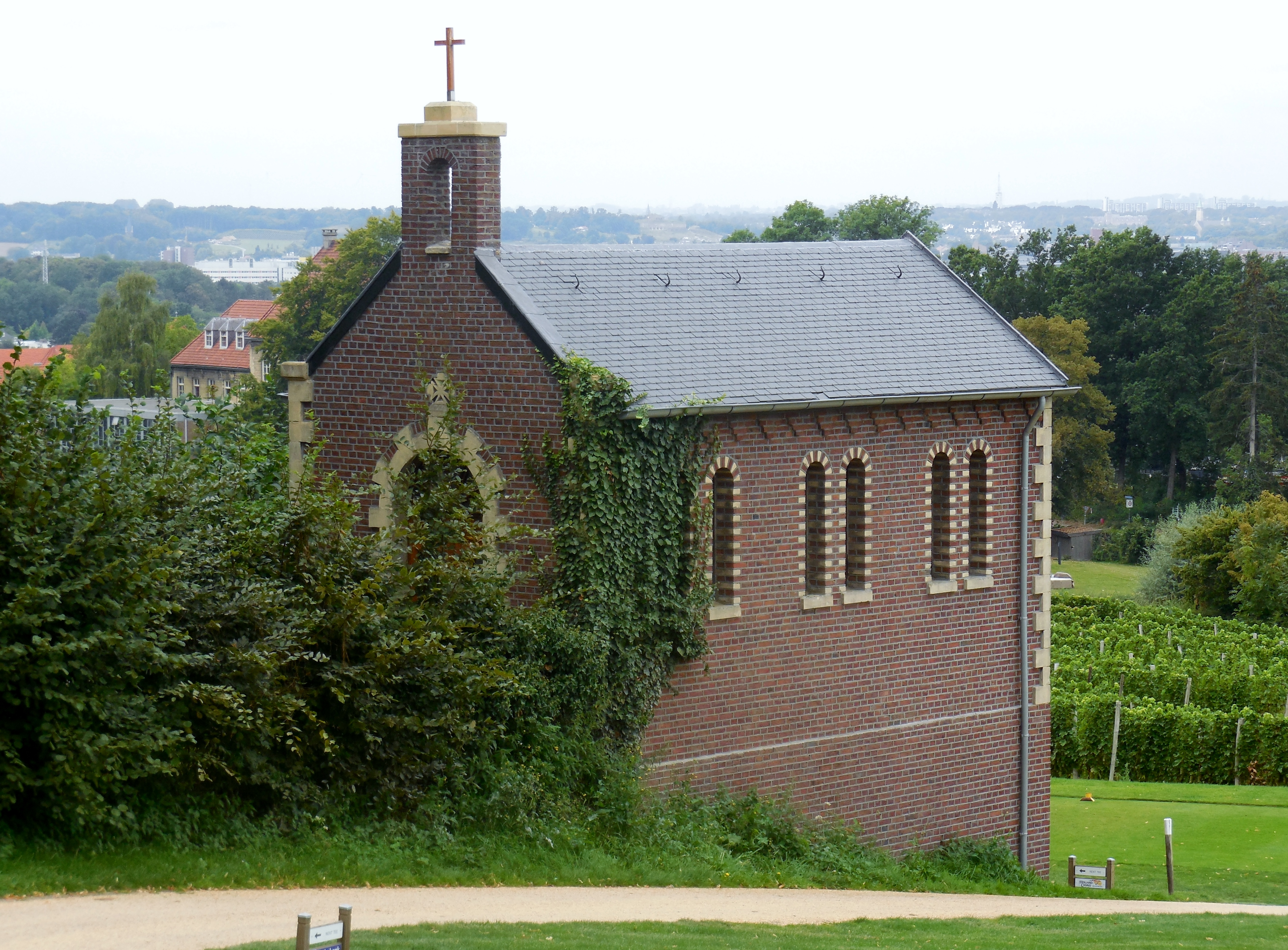
Grafkapel